# Usninsäure
Usninsäure ist ein natürlicher antibiotischer Wirkstoff, der aus Flechtenarten der Gattung der Bartflechten (Usnea) gewonnen wird. Die antimikrobielle Wirkung findet vor allem bei Infektionen der Haut, aber auch in Antischuppen-Präparaten Verwendung. Weitere Verwendung gibt es bei Infektionen der oberen Atemwege. 
Die Verbindung ist chiral, wobei beide Antipoden in der Natur vorkommen. Die Enantiomeren schmelzen jeweils bei 203 °C. Unter Wärmeeinwirkung erfolgt leicht eine Racemisierung. Dabei bildet sich ein racemisches Gemisch mit einem Schmelzpunkt von 197 °C.

## Analytik
Der Gehalt an Usninsäure in einem Extrakt von Flechten lässt sich quantitativ mittels Kapillarelektrophorese bestimmen.